# Denov
Denov (russ. Денау/Denau) ist eine Stadt in Usbekistan, in der Viloyat Surxondaryo. Denov ist eine kreisfreie Stadt und zudem Hauptstadt des gleichnamigen Bezirkes Denov.

## Lage
Denov liegt im Süden des Landes, unweit der Grenze zu Tadschikistan, etwa 140 km nördlich von Termiz, an der Fernstraße M 41 nach Duschanbe. Die Stadt liegt im Tal des Surxondaryo.

## Bevölkerung
Denov hat eine Einwohnerzahl von 97.196 (2010).
Einwohnerentwicklung
- 1970 - 25.000
- 1989 - 46.900
- 1991 - 49.300
- 2005 - 68.994

## Geschichte
Schon vor Jahrhunderten gab es eine Festung an der Stelle der heutigen Stadt. Später bekam der Ort den Namen von Denau Beg, dem Emir von Buchara. Denov wurden im Jahr 1958 die Stadtrechte verliehen.

## Wirtschaft
Die Baumwollverarbeitung, die Nahrungsmittelindustrie (insbesondere Butter) sowie Ziegeleien sind die bedeutendsten Wirtschaftszweige der Stadt. Die Landwirtschaft, vor allem der Anbau von Baumwolle und Wein, spielen eine wichtige Rolle. Zum geschäftigen Markt gehört der größte PKW- und Rinderumschlagplatz der Viloyat.
Die Einwohner der Stadt leiden unter Luft- und Wasserverschmutzung, die durch die jenseits der Grenze bei Tursunzoda gelegene tadschikische Aluminiumschmelze TALCO verursacht wird.

## Kultur
Sehenswert ist die aus dem 16. Jahrhundert stammende Sayid-Atalik-Madrasa. In einer Baumschule am Stadtrand gibt es über 1000 verschiedene Bäume, Blumen, Kräuter und andere Pflanzen aus aller Welt zu sehen.

## Söhne und Töchter der Stadt
- Swetlana Kotschkurkina (* 1940), sowjetisch-russische Prähistorikerin